# María Dolores Pradera
María Dolores Fernández Pradera (* 29. August 1924 in Madrid; † 28. Mai 2018 ebenda) war eine spanische Sängerin und Schauspielerin. Sie war auch unter den Namen María Dolores und La Pradera bekannt.

## Leben
María Dolores Pradera war die Tochter eines spanischen Geschäftsmannes. Sie verbrachte ihre Kindheit in Spanien und Chile.
Ihre berufliche Laufbahn begann sie als Theaterschauspielerin und wirkte in den 1940er Jahren bei einigen berühmten spanischen Filmen mit: ¡A mí la legión! (1942), La Lola se va a los puertos (1947) und Agustina de Aragón (1950).
Ihre Schauspielerei trat in den Hintergrund, als sie in den 1950er-Jahren begann, professionell zu singen. Sie hat mehr als 35 Alben aufgenommen. Ihr Schwerpunkt waren die traditionellen spanischen und lateinamerikanischen Musikstile: Bolero, Copla, Ballade, Ronda, Fado, Walzer und Volksmusik aus Peru, Argentinien, Mexiko und Venezuela.
Ihre Stimme war klar und etwas tief. Sie hatte eine sehr deutliche spanische Aussprache. Normalerweise wurde sie von Gitarre, Requinto und Schlagzeug begleitet.
30 Jahre lang sang María Pradera zusammen mit der Gruppe Los Gemelos (die Zwillinge), die aus den Zwillingen Santiago und Julián López Hernández bestand, bis zum Tode Santiagos in den frühen 1990er-Jahren.
Pradera war von 1947 bis 1959 mit dem Schauspieler Fernando Fernán Gómez verheiratet; sie hatten zwei Kinder: Elena und Fernando.

## Diskografie
- 1989: María Dolores (ES: Platin)
- 1996: Caminemos (ES: Gold)
- 1999: As De Corazones (ES: Platin)
- 2000: Esencia De Mujer (ES: Gold)
- 2001: A Carlos Cano (ES: Gold)
- 2003: Canciones del alma
- 2006: Al cabo del tiempo (mit Los Sabandeños)
- 2007: En buena compañia
- 2008: Te canto un bolero
- 2012: Gracias a vosotros
- 2013: Esencial
- 2013: Gracias a vosotros Vol. 2
- 2013: Gracias a vosotros Vol. 1 y 2
- 2014: Orígenes
- 2019: Mujeres de fina estampa

## Auszeichnungen für Musikverkäufe
Anmerkung: Auszeichnungen in Ländern aus den Charttabellen bzw. Chartboxen sind in ebendiesen zu finden.
| Land/RegionAuszeichnungen für Musikverkäufe (Land/Region, Auszeichnungen, Verkäufe, Quellen) | Gold     | Platin     | Verkäufe | Quellen                         |
| -------------------------------------------------------------------------------------------- | -------- | ---------- | -------- | ------------------------------- |
| Spanien (Promusicae)                                                                         | 5× Gold5 | 3× Platin3 | 450.000  | elportaldemusica.es ES2 ES3 ES4 |
| Insgesamt                                                                                    | 5× Gold5 | 3× Platin3 |          |                                 |